# (79119) 1989 SC10
1989 أس سي 10 (ويعرف أيضًا باسم (79119) 1989 أس سي 10 وفق تسمية الكوكب الصغير) (بالإنجليزية: 1989 SC10)‏ هو كويكب ضمن حزام الكويكبات؛ وترتيبه 79119 من حيث الاكتشاف.
اكتُشف هذا الجُرم الفلكي بواسطة هنري ديبهون في 26 سبتمبر 1989.

## وصلات خارجية
- (79119) 1989 SC10 في قاعدة بيانات مختبر الدفع النفاث لأجرام النظام الشمسي الصغيرة

- الاكتشاف · مخطط المدار ·  العناصر المدارية · المعلمات المادية

- (79119) 1989 SC10 على موقع ويكي سكاي: DSS2, SDSS, GALEX, IRAS, Hydrogen α, X-Ray, Astrophoto, Sky Map, Articles and images